# Pressione

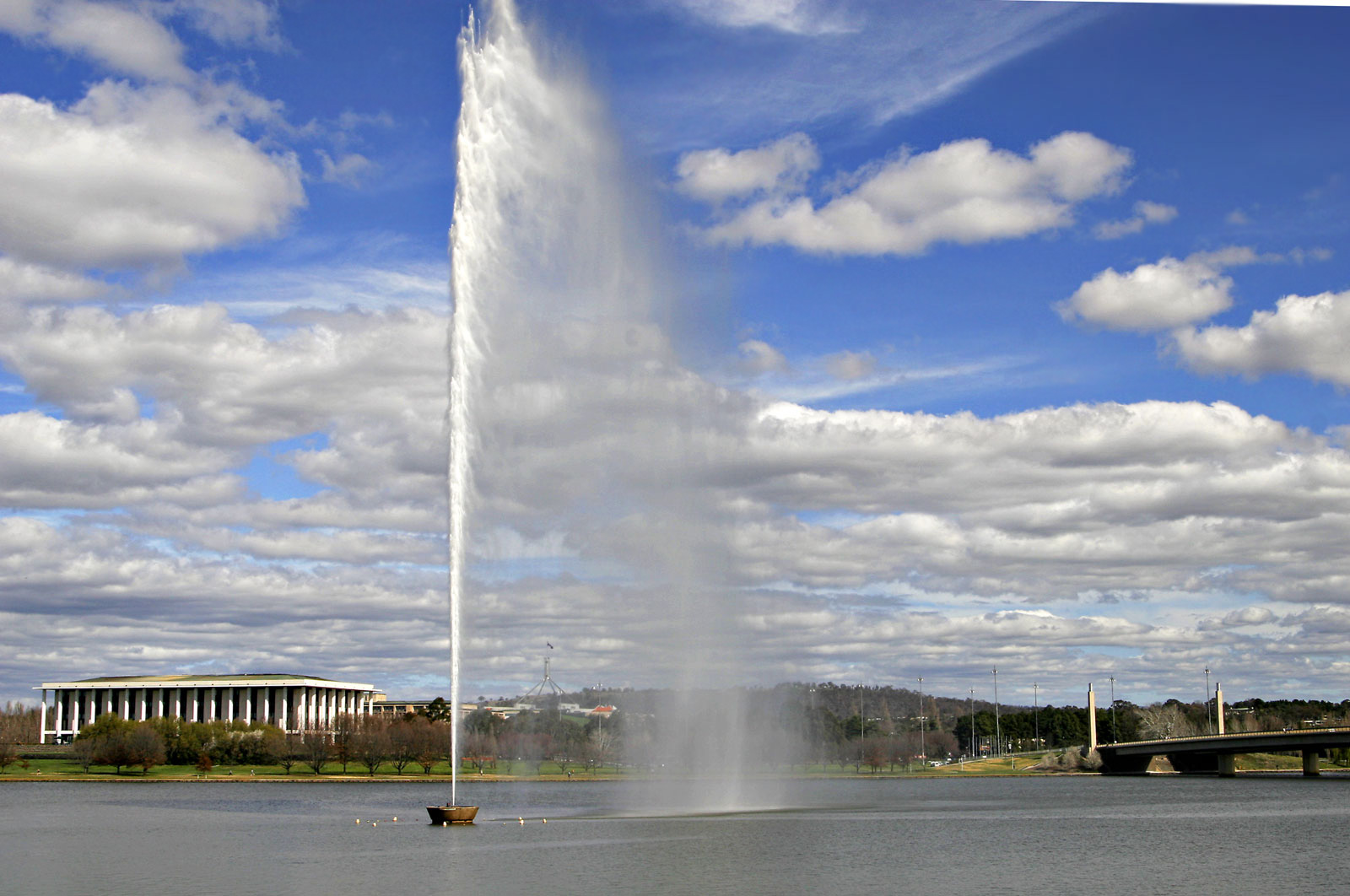
Un esempio dell'uso della pressione idrostatica - il Captain Cook Memorial Jet in Lake Burley Griffin, Canberra, Australia.

La pressione è una grandezza fisica, definita come il rapporto tra il modulo della forza agente ortogonalmente su una superficie e la sua area.
{\displaystyle p={\frac {F_{\perp }}{S}}}

## Descrizione

### Pressione assoluta e pressione relativa
La pressione può essere di due tipi:
- pressione assoluta o reale (misurata nel sistema tecnico in ata, atmosfera tecnica assoluta): è la pressione misurata assumendo come riferimento il vuoto[3];
- pressione relativa (misurata nel sistema tecnico in ate, atmosfera tecnica relativa): è la pressione misurata assumendo come riferimento un'altra pressione (ad esempio quella atmosferica terrestre)[3].

Ad esempio, se all'interno di un recipiente è presente una pressione assoluta di 10 atm e all'esterno di esso è presente la pressione atmosferica (1 atm), allora la pressione relativa all'interno del recipiente è pari alla differenza di pressione tra l'interno e l'esterno del recipiente, cioè 9 atm. Si noti che una pressione può assumere valori inferiori alla pressione atmosferica (si parla in questo caso di "depressione" o "sottovuoto").

### Unità di misura
Le unità di misura della pressione sono:
- pascal (Pa), nel Sistema internazionale[1], 1 newton su metro quadrato (1 N/m²) o kg·m−1·s−2;
- baria, nel Sistema CGS (dina/cm²);
- bar (105 Pa = 105 N/m²) (sono di larga diffusione anche alcuni dei sottomultipli del bar, in particolare il millibar è molto usato in meteorologia e il microbar in acustica);
- torr, pressione esercitata da una colonna di mercurio alta 1 mm (133,3 Pa);
- metro di colonna d'acqua, pressione esercitata da una colonna di acqua alta 1 m (9806,65 Pa)[N 2],
- atmosfera (atm), approssimativamente pari alla pressione esercitata dall'atmosfera terrestre al livello del mare (101325 Pa = 760 mmHg = 760 Torr);
- chilogrammo forza (kgf), al cm² o al m²;
- atmosfera tecnica (in sigla: "at" oppure "ata"), pari a 1 kgf/cm² (10 000 mmH2O), di poco inferiore all'atmosfera (0,96784 atm). Spesso distinta in "ata", intesa come pressione assoluta, e "ate", come pressione relativa.

È importante notare che la pressione è una densità di energia per cui, ad esempio, nel sistema CGS è misurata in erg/cm3 .

### Pascal (Pa)
L'unità di misura nel SI della pressione è il pascal (Pa), che equivale a 1 newton su metro quadrato o kg m-1 s-2:
{\displaystyle \mathrm {Pa} ={\frac {\mathrm {N} }{\mathrm {m} ^{2}}}={\frac {\mathrm {kg} }{\mathrm {m} \,\mathrm {s} ^{2}}}.}

### Atmosfera standard
L'atmosfera standard o atmosfera, abbreviata in atm, è un'unità di misura, definita con precisione a sei cifre nel Sistema Internazionale, per approssimare una quantità che varia a seconda del luogo e del momento. È all'incirca uguale alla pressione dell'aria a livello del mare ed è definita come: 1 atm = 101325 Pa.
La pressione viene a volte misurata relativamente alla pressione atmosferica. Un esempio è la pressione dell'aria all'interno di uno pneumatico d'automobile, ad esempio una pressione di "2,2 atmosfere"  significa 2,2 atmosfere oltre la pressione atmosferica, ovvero la pressione assoluta è pari a 3,2 atmosfere.
La pressione relativa inoltre non può scendere al di sotto di un valore negativo, fissato pari a −101325 Pa. Ciò è giustificato dal fatto che sommando la pressione atmosferica (101325 Pa) si ottiene una pressione assoluta uguale a zero, il cosiddetto "vuoto assoluto", al di sotto del quale non si può andare per motivi fisici.
Con la diffusione dell'uso del Sistema Internazionale anche in ambito meteorologico, la pressione atmosferica si misura in centinaia di Pascal (o ettopascal, abbreviato con hPa). Si ha: 1013,25 mbar = 101325 Pa = 1013,25 hPa.

### Unità di misura anglosassoni
Un'ulteriore unità di misura (ancora in uso in alcune parti del mondo) è il psi (Pounds per Square Inch), o libbra forza per pollice quadro.

### Unità manometriche
Obsolete unità manometriche di pressione, come i pollici d'acqua o i millimetri di mercurio, si basano sulla pressione esercitata dal peso di qualche fluido tipo, sotto una gravità tipo. Esse sono effettivamente tentativi di definire un'unità che esprima la lettura di un manometro.
Le unità manometriche di pressione non devono essere usate per scopi scientifici o ingegneristici, a causa della mancanza di ripetibilità inerente alla loro definizione. Restano però di utilizzo comune il mmHg utilizzato in medicina per misurare la pressione del sangue, e il mmH2O per misurare la pressione generata da piccoli ventilatori d'aria.

## Densità di forza
La densità di forza è uguale al gradiente della pressione: {\displaystyle \mathbf {f} =\nabla {p}}; se riguarda la forza gravitazionale, la densità di forza è il peso specifico.

## Unità di pressione e fattori di conversione
|             | Pa      | bar (daN/cm2) | MPa (N/mm2) | kgf/m2   | at (kgf/cm2) | atm        | torr (mmHg) |
| ----------- | ------- | ------------- | ----------- | -------- | ------------ | ---------- | ----------- |
| Pa          | 1       | 10−5          | 10−6        | 0,102    | 0,102×10−4   | 9,87×10−6  | 0,0075      |
| bar         | 105     | 1             | 0,1         | 10 200   | 1,02         | 0,987      | 750         |
| MPa         | 106     | 10            | 1           | 1,02×105 | 10,2         | 9,87       | 7 501       |
| kgf/m2      | 9,81    | 9,81×10−5     | 9,81×10−6   | 1        | 10−4         | 0,968×10−4 | 0,0736      |
| at          | 98 100  | 0,981         | 0,0981      | 10 000   | 1            | 0,968      | 736         |
| atm         | 101 325 | 1,013         | 0,1013      | 10 330   | 1,033        | 1          | 760         |
| torr (mmHg) | 133     | 0,00133       | 1,33×10−4   | 13,6     | 0,00136      | 0,00132    | 1           |